# Dichodontium integrum
Dichodontium integrum är en bladmossart som beskrevs av Kyuichi Sakurai 1949. Dichodontium integrum ingår i släktet Dichodontium och familjen Dicranaceae. Inga underarter finns listade i Catalogue of Life.